# 帕克蘭 (伊利諾伊州)
帕克蘭（英語：Parkland）是位於美國伊利諾伊州梅森縣的一個非建制地區。該地的面積和人口皆未知。

## 地理
帕克蘭的座標為40°27′45″N 89°45′05″W / 40.46250°N 89.75139°W，而該地的平均海拔高度為148米（即486英尺）。